# Keita Negishi
Keita Negishi (japanisch 根岸 恵汰 Negishi Keita; * 12. Juli 2002 in der Präfektur Saitama) ist ein japanischer Fußballspieler.

## Karriere
Keita Negishi erlernte das Fußballspielen in der Jugend des Erstligisten Urawa Red Diamonds sowie in der Universitätsmannschaft der Sendai University. Seinen ersten Vertrag unterschrieb er am 1. Februar 2025 bei Roasso Kumamoto. Der Verein aus Kumamoto spielt in der zweiten japanischen Liga, der J2 League. Sein Zweitligadebüt gab Negishi am 23. März 2025 (6. Spieltag) im Auswärtsspiel gegen den Renofa Yamaguchi FC. Bei dem 1:0-Auswärtserfolg wurde er in der 74. Minute für Rearu Watanabe eingewechselt.